# Golfo de Saros
La bahía de Saros o golfo de Saros (del turco: Saros Körfezi) es un entrante en el norte del mar Egeo (mar de Tracia) localizado al norte de la península de Galípoli, en la Turquía europea.

## Geografía

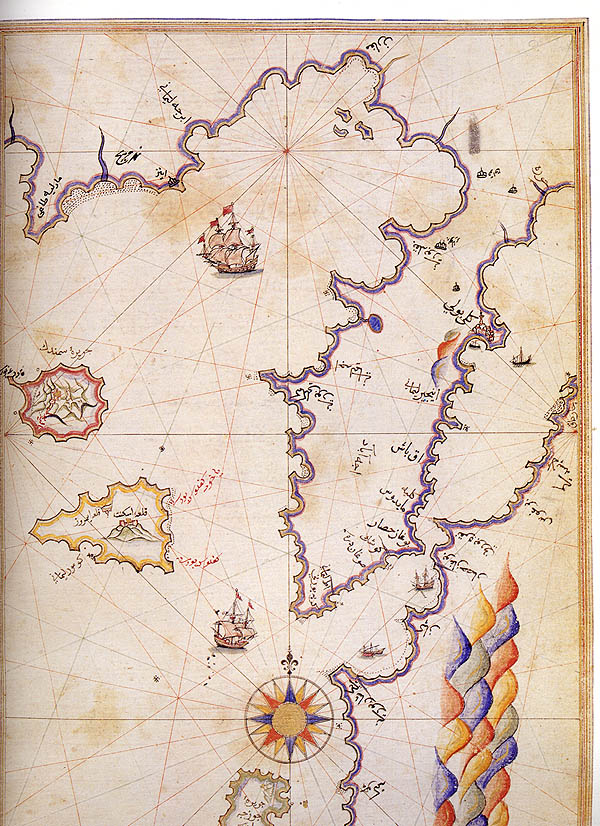
Mapa histórico del golfo de Saros, de Piri Reis.

La bahía tiene 75 km de largo y 35 de ancho. Gracias a la lejanía de las áreas industrializadas y a las corrientes de agua, es un popular destino de verano con sus arenosas playas y agua cristalina. El buceo y la pesca son los deportes acuáticos más practicados.
Los asentamientos alrededor de la bahía son: Gökçetepe, Mecidiye, Erikli, Danışment, Yayla, Karaincirli, Vakıf, Büyükevren, Sultaniçe, Gülçavuş y Enez, todos en la provincia de Edirne. Las islas de Gökçeada (Imbros) y Samotracia están justo frente a la boca de la bahía de Saros.
La zona de fallas del norte de Anatolian, la falla activa más prominente de Turquía y la fuente de grandes terremotos más numerosos a través de la historia, pasa a través del golfo de Ízmit y atraviesa el mar de Mármara que alcanza a la bahía de Saros al sureste.

## Curiosidades
La bahía sirvió durante largo tiempo como lugar de ejercicios anfibios de la OTAN. A finales de 1992, el destructor turco TCG Muavenet (DM-357) fue alcanzado por dos Sea Sparrow disparados por el portaaviones USS Saratoga (CV-60) de los Estados Unidos durante un ejercicio de la OTAN llevado a cabo en la bahía. El incidente costó la vida de algunos marinos turcos, mientras que muchos otros a bordo fueron heridos de gravedad.